# Burgos-BH/Saison 2023
Dieser Artikel beschreibt die Mannschaft und die Siege des Radsportteams Burgos-BH in der Saison 2023.

## Mannschaft
| Teamkader 2023                                 | Teamkader 2023    | Teamkader 2023 | Teamkader 2023                                 |
| Name                                           | Geburtsdatum      | Land           | Vorheriges Team                                |
| ---------------------------------------------- | ----------------- | -------------- | ---------------------------------------------- |
| Camilo Ardila (1. Jan.–23. Aug.)               | 2. Juni 1999      | Kolumbien      | UAE Team Emirates (2022)                       |
| Mario Aparicio                                 | 23. April 2000    | Spanien        | Gomur-Cantabria Infinita (2020)                |
| Cyril Barthe                                   | 14. Februar 1996  | Frankreich     | B&B Hotels-KTM (2022)                          |
| Jetse Bol                                      | 8. September 1989 | Niederlande    | Manzana Postobón (2018)                        |
| José Manuel Díaz                               | 18. Januar 1995   | Spanien        | Gazprom-RusVelo (2022)                         |
| Jesús Ezquerra                                 | 30. November 1990 | Spanien        | Sporting-Tavira (2017)                         |
| Eric Fagúndez                                  | 19. August 1998   | Uruguay        | Club Ciclista Centro Uruguay de Vergara (2019) |
| Miguel Ángel Fernández                         | 21. März 1997     | Spanien        | Global 6 Cycling (2022)                        |
| Victor Langellotti                             | 7. Juni 1995      | Monaco         | UC Monaco (2017)                               |
| Ángel Madrazo                                  | 30. Juli 1988     | Spanien        | Delko-Marseille Provence-KTM (2018)            |
| Daniel Navarro                                 | 18. Juli 1983     | Spanien        | Israel Start-Up Nation (2020)                  |
| Ander Okamika                                  | 2. April 1993     | Spanien        |                                                |
| Felipe Orts                                    | 1. April 1995     | Spanien        |                                                |
| Óscar Pelegrí                                  | 30. Mai 1994      | Spanien        | Electro Hiper Europa (2021)                    |
| Manuel Peñalver                                | 10. Dezember 1998 | Spanien        | Trevigiani-Phonix-Hemus 1896 (2018)            |
| Pelayo Sánchez                                 | 27. März 2000     | Spanien        | Gomur-Cantabria Infinita (2020)                |
| David Delgado (1. Aug.–31. Dez., Stagiaire)    | 13. Juli 2000     | Spanien        |                                                |
| Sinuhé Fernández (1. Aug.–31. Dez., Stagiaire) | 15. Juni 2000     | Spanien        | Lizarte (2022)                                 |
|                                                |                   |                |                                                |
| Quelle: ProCyclingStats                        |                   |                |                                                |

## Siege
| Siege    | Siege                                                     | Siege    | Siege  | Siege                  | Siege |
| Datum    | Rennen                                                    | Staat    | Klasse | Sieger                 |       |
| -------- | --------------------------------------------------------- | -------- | ------ | ---------------------- | ----- |
| 27. Jan. | La Tropicale Amissa Bongo Ondimba, 5. Etappe              | Gabun    | 2.1    | Miguel Ángel Fernández |       |
| 11. Feb. | Uruguayische Meisterschaften, Einzelzeitfahren der Männer | Uruguay  | CN     | Eric Fagúndez          |       |
| 24. Mär. | Volta ao Alentejo, 3. Etappe                              | Portugal | 2.2    | Cyril Barthe           |       |
| 30. Apr. | Asturien-Rundfahrt, 3. Etappe                             | Spanien  | 2.1    | Pelayo Sánchez         |       |
| 26. Mai  | GP Beiras e Serra da Estrela, 1. Etappe                   | Portugal | 2.2    | Burgos-BH              |       |
| 15. Jul. | Grande Prémio Internacional de Torres Vedras, 2. Etappe   | Portugal | 2.2    | José Manuel Díaz       |       |
| 13. Okt. | Türkei-Rundfahrt, 6. Etappe                               | Türkei   | 2.1    | Victor Langellotti     |       |

## UCI-Weltranglisten-Platzierungen
| UCI-Ranking | UCI-Ranking        | UCI-Ranking | UCI-Ranking |
| Fahrer      | Fahrer             | Land        | Punkte      |
| ----------- | ------------------ | ----------- | ----------- |
| 172.        | Eric Fagúndez      | Uruguay     | 562 P.      |
| 241.        | Pelayo Sánchez     | Spanien     | 387 P.      |
| 635.        | José Manuel Díaz   | Spanien     | 121 P.      |
| 639.        | Victor Langellotti | Monaco      | 120 P.      |
| 878.        | Clément Alleno     | Frankreich  | 75 P.       |
| 919.        | Mario Aparicio     | Spanien     | 71 P.       |
| 948.        | Jesús Ezquerra     | Spanien     | 67 P.       |
| 948.        | Daniel Navarro     | Spanien     | 67 P.       |
| 983.        | Jetse Bol          | Niederlande | 63 P.       |
| 1046.       | Ander Okamika      | Spanien     | 58 P.       |
| 1114.       | Cyril Barthe       | Frankreich  | 50 P.       |
| 1236.       | Manuel Peñalver    | Spanien     | 43 P.       |
| 1554.       | Ángel Fuentes      | Spanien     | 28 P.       |
| 2172.       | Antonio Angulo     | Spanien     | 10 P.       |
| 2342.       | Sebastián Mora     | Spanien     | 8 P.        |
| 2422.       | Óscar Pelegrí      | Spanien     | 6 P.        |
| 2422.       | Alejandro Franco   | Spanien     | 6 P.        |
| 2498.       | Felipe Orts        | Spanien     | 5 P.        |
| 2765.       | Sinuhé Fernández   | Spanien     | 3 P.        |